# حرکت کن (فیلم ۱۹۱۷)
حرکت کن (انگلیسی: Move On) یک فیلم کمدی صامت کوتاه به کارگردانی بیلی گیلبرت و گیلبرت پرت است که در سال ۱۹۱۷ منتشر شد.

## بازیگران
- هارولد لوید
- اسناب پالرد
- باد جیمیسون
- ببه دنیلز
- سمی بروکس
- گاس لئونارد
- فرد سی. نیومیر
- بل میچل
- دوروثیا والبرت